# Молодёжное (Крым)

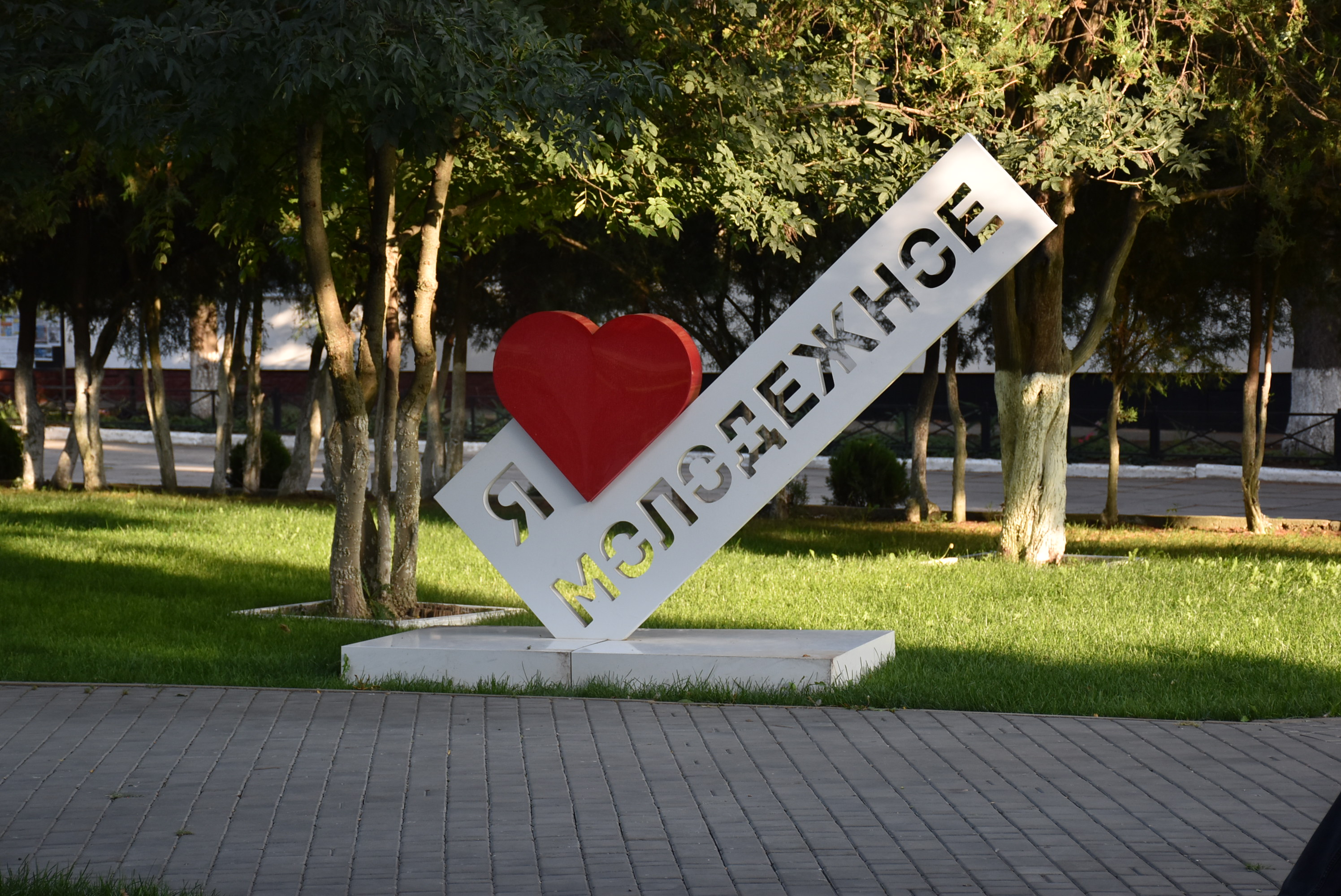

Молодёжное (укр. Молодіжне, крымскотат. Molodöjnoye, Молодёжное) — посёлок городского типа в Симферопольском районе Крыма. Располагается в нескольких километрах к северу от Симферополя. Через посёлок проходит трасса E105, высота центра селения над уровнем моря 216 м. В Молодёжном 40 улиц и 4 садовых товарищества; площадь, занимаемая посёлком, составляет 45,3 гектара.

## Современное состояние
Несмотря на административную самостоятельность (посёлок является центром Молодёжненского сельского поселения (согласно административно-территориальному делению Украины — Молодёжненского поссовета Автономной Республики Крым), из-за близости к городу он нередко рассматривается как пригород Симферополя, с которым связан троллейбусным сообщением и маршрутными такси.
В посёлке базируется профессиональный футбольный клуб «Крымтеплица», выступающий в Премьер-Лиге КФС, действуют два муниципальных бюджетных общеобразовательных учреждения — Молодежненские школы № 1 и № 2 и детский сад «Лесная сказка», участковая больница, церковь Рождества Христова.

## История
Поселение было основано в 1929 году, решением Крымоблисполкома от 8 сентября 1958 года № 133 безымянному населённому пункту при совхозе «Коммунар» Каховского сельсовета присвоен статус села с названием Молодёжное, в том же году Каховский сельсовет переименован в Мирновский, которому переподчинили Молодёжное. Указом Президиума Верховного Совета УССР «Об укрупнении сельских районов Крымской области», от 30 декабря 1962 года Симферопольский район был упразднён и село присоединили к Бахчисарайскому. 1 января 1965 года, указом Президиума ВС УССР «О внесении изменений в административное районирование УССР — по Крымской области», вновь включили в состав Симферопольского. Статус посёлка городского типа присвоен решением Крымского областного Совета депутатов трудящихся от 7 февраля 1972 года № 69 и был образован Молодежненский поссовет. По данным переписи 1989 года в посёлкее проживало 4675 человек. С 12 февраля 1991 года село в восстановленной Крымской АССР, 26 февраля 1992 года переименованной в Автономную Республику Крым.

## Население
| 1979  | 1989  | 2001  | 2009  | 2010  | 2011  |
| ----- | ----- | ----- | ----- | ----- | ----- |
| 6422  | ↘4675 | ↗6185 | ↗7032 | ↗7094 | ↗7151 |
| 2012  | 2013  | 2014  | 2021  |       |       |
| ↗7174 | ↗7235 | ↗7597 | ↗9387 |       |       |